# Pan-Amerikaans kampioenschap taekwondo 2000
Het Pan-Amerikaans kampioenschap taekwondo van 2000 is een kampioenschap taekwondo van de Pan-American Taekwondo Union. Het werd van 7 tot 9 december gehouden in Oranjestad op Aruba. Bij elkaar waren er zestien verschillende wedstrijden, acht voor mannen en acht voor vrouwen.

## Individuele resultaten

### Heren
| Onderdeel | Goud                                   | Zilver                                 | Brons                                                          |
| --------- | -------------------------------------- | -------------------------------------- | -------------------------------------------------------------- |
| –54 kg    | Gabriel Mecados Dominicaanse Republiek | Osvaldo Ávila Rozainz Mexico           | Geraldhy Altamirano Ecuador Gino Alonso Salcedo Colombia       |
| –58 kg    | Danny Vizcaíno Dominicaanse Republiek  | Kristian Licier Puerto Rico            | César Caraballo Venezuela Enzo Thompson Ecuador                |
| –62 kg    | Gabriel Sagastume Guatemala            | Raymond Mourad Canada                  | Andrés Sebastián Dominicaanse Republiek Ricardo Rivera Bolivia |
| –67 kg    | Rodrigo Salazar Mexico                 | Luis Espinal Dominicaanse Republiek    | Ricardo Álava Ecuador Jason Han Verenigde Staten               |
| –72 kg    | Carlos Costa Brazilië                  | Roynar Ponce Ecuador                   | Luis Fredes Meza Chili Fernando Durán Bolivia                  |
| –78 kg    | Joshua Coleman Verenigde Staten        | Walassi Aires Brazilië                 | Paul Pérez Chili Cristian Peñafiel Ecuador                     |
| –84 kg    | Richard An Verenigde Staten            | Emiliano Garibay Mexico                | Pedro Anzola Venezuela Paul Franco Canada                      |
| +84 kg    | George Weissfisch Verenigde Staten     | Adalberto Nivar Dominicaanse Republiek | Rodrigo Mora Costa Rica Antonio Livio Brazilië                 |

### Dames
| Onderdeel | Goud                                | Zilver                             | Brons                                                    |
| --------- | ----------------------------------- | ---------------------------------- | -------------------------------------------------------- |
| –47 kg    | Dalia Contreras Venezuela           | Susana Arreguín Amezcua Mexico     | Mónica Urrego Colombia Juliana Rossa Brazilië            |
| –51 kg    | Carmen Morales Mexico               | Roxanne Forget Canada              | Elena Franco Ecuador Mandy Meloon Verenigde Staten       |
| –55 kg    | Paola Félix Mexico                  | Jessica Paulina Morataya Guatemala | Yurisay Ovalles Venezuela Natalie Caron Canada           |
| –59 kg    | Elizabeth Evans Verenigde Staten    | Iridia Salazar Blanco Mexico       | Paola Delgado Colombia Aparecida Santana Soares Brazilië |
| –63 kg    | Elizabeth Mohammed Verenigde Staten | Linda Forget Canada                | Nathalie Maza Venezuela Ineabella Díaz Puerto Rico       |
| –67 kg    | Barbara Pak Canada                  | Simona Hradil Verenigde Staten     | Heidy Juárez Guatemala Balma Naves Mexico                |
| –72 kg    | Sanaz Shahbazi Verenigde Staten     | Rebeca Quijas Luna Mexico          | Cherie Travis Canada Dayana Guzmán Venezuela             |
| +72 kg    | Dominique Bosshart Canada           | Guadalupe Andrade Mexico           | Amy Blyth Verenigde Staten Luz Medina Puerto Rico        |

## Medaillespiegel
| Plaats | Land                   | Goud | Zilver | Brons | Totaal |
| 1      | Verenigde Staten       | 6    | 1      | 3     | 10     |
| 2      | Mexico                 | 3    | 6      | 1     | 10     |
| 3      | Canada                 | 2    | 3      | 3     | 8      |
| 4      | Dominicaanse Republiek | 2    | 2      | 1     | 5      |
| 5      | Brazilië               | 1    | 1      | 3     | 5      |
| 6      | Guatemala              | 1    | 1      | 1     | 3      |
| 7      | Venezuela              | 1    | 0      | 5     | 6      |
| 8      | Ecuador                | 0    | 1      | 5     | 6      |
| 9      | Puerto Rico            | 0    | 1      | 2     | 3      |
| 10     | Colombia               | 0    | 0      | 3     | 3      |
| 11     | Bolivia                | 0    | 0      | 2     | 2      |
| 11     | Chili                  | 0    | 0      | 2     | 2      |
| 13     | Costa Rica             | 0    | 0      | 1     | 1      |
|        | TOTAAL                 | 16   | 16     | 32    | 64     |